# Hasan Hanafi
Hasan Hanafi (حسن حنفی, El Cairo, Egipto, 23 de febrero de 1935 - 21 de octubre de 2021) fue un pensador egipcio, escritor y profesor de filosofía en la Universidad de El Cairo desde el año 1966. Se convirtió en uno de los pensadores actuales más influyentes y es uno de los referentes de la izquierda islámica. Articuló una teoría de un islam con vocación revolucionaria que es de igual forma religión y cultura, por lo que ofrece una mezcla compleja entre escritura revolucionaria, filosófica y teológica.

## Contextualización histórica
La vida de Hanafi sin duda se vio afectada por los importantes acontecimientos que van teniendo lugar en el Egipto de su tiempo, así como por las grandes transformaciones que este va sufriendo. En el año en que Hanafi nació, las fuerzas militares británicas eran un poder importante en el país. Durante su infancia, la Segunda Guerra Mundial estaba contribuyendo a forjar el espíritu nacionalista egipcio, ya que en ese momento Egipto era un gran centro militar para los aliados, y las fuerzas británicas y estadounidenses eran enormemente visibles en todos los aspectos de la vida cotidiana de las ciudades del país.
Acto seguido a la Segunda Guerra Mundial, Egipto se enfrentó a dos grandes cuestiones: la primera de ellas fue el fuerte y creciente nacionalismo que comenzó a oponerse a la ocupación británica (de la mano de la emergencia del entusiasmo panarabista). En 1947-48, la creación unilateral del estado de Israel afectó de lleno a Egipto, quien participó en la guerra contra este nuevo estado colonial. La derrota en este conflicto puso de relieve la segunda gran cuestión en el Egipto de la posguerra: corrupción en aumento, incompetencia de la élite política y, por consiguiente, del estado que gobernaban. Comenzó a hacerse visible el sentimiento de que una revolución era necesaria.
Durante finales de la década de los cuarenta y cincuenta, la revolución y nacionalismo ya se habían convertido en temas recurrentes. Entre los jóvenes estudiantes y las élites urbanas comenzaron a barajarse dos alternativas a la situación existente que competían entre sí: el comunismo y el islam revivalista, articulado en su mayor parte por los Hermanos Musulmanes.
En el año 1952 la revolución finalmente tuvo lugar mediante un golpe de Estado llevado a cabo por los llamados Oficiales Libres. Algunos de estos tenían vínculos con los Hermanos Musulmanes, otros eran comunistas, sin embargo las aspiraciones de los líderes de este movimiento estaban lejos de comunistas e islamistas. La ideología de este nuevo régimen revolucionario combinaba el panarabismo con un nuevo tipo de socialismo adaptado a la sociedad árabe y musulmana. El representante de este Socialismo árabe en Egipto fue Gamal Abd al-Nasir, popularmente conocido como Nasser.
El nuevo régimen no tarda en entrar en conflicto tanto con los comunistas como con los Hermanos Musulmanes y, tras prohibir las dos organizaciones, comienza a encarcelar de forma masiva a miembros de ambos bandos. El principal ideólogo islamista fue Sayyid Qutb, en quien se inspira Hanafi, que fue ejecutado por el régimen de Nasser en el año 1966 tras pasar un largo tiempo encarcelado. Sus escritos durante esta época de reclusión se convirtieron en la base de la fundación de una nueva ideología islámica revolucionaria. Su libro Mojones en el camino (Ma’alim fi al-tariq,مـعـالـم في الـطـريـق, 1964 ) fue de especial importancia. Es en este contexto en el que Hanafi trabajó para definir lo que terminaría llamando “la izquierda islámica”.
En 1967, tuvo lugar otro acontecimiento importante que marcó la historia de Egipto y a su población: la guerra de los seis días. La derrota de los árabes en esta guerra trajo consigo un sentimiento de derrota colectivo que se convirtió en un hecho traumático, en especial para aquella generación que había crecido en el ambiente revolucionario de la independencia. Como muchos otros de su generación, tras este evento, Hanafi se involucró en un profundo replanteamiento ideológico e intelectual. La muerte de Nasser, en 1970, dio pie a un periodo completamente opuesto al régimen Naserista gobornado por Sadat, y comenzó un tiempo para hacer de nuevo énfasis en la herencia islámica de Egipto. Muchos intelectuales comenzaron a reflejar de forma más explícita su orientación islámica.
En resumen, los cambios tan drásticos en la vida política e intelectual egipcia desafiaron el trabajo de Hanafi de diversas maneras. En su etapa de estudiante observó que el mayor desafío para su planteamiento venía de los comunistas, y posiblemente de los izquierdistas seculares. En la década de 1980, algunas de sus críticas más duras estaban dirigidas a los fundamentalistas y ritualistas islámicos que representaban, desde su perspectiva, las fuerzas de la represión y el oscurantismo. Por tanto, en muchos sentidos, las condiciones cambiantes tuvieron un impacto en el pensamiento y la obra de Hanafi, y su vida refleja los grandes cambios de la segunda mitad del siglo XX, en especial en Egipto.

## Biografía
Hasan Hanafi nació en El Cairo, Egipto, el 13 de febrero del año 1935, en el seno de una familia relacionada con las artes. Realizó sus estudios superiores en la Universidad de El Cairo, donde se licenció en Filosofía en el año 1956. En ese mismo año, llegó a Francia. Para Hanafi, Francia era el lugar para la formación y la escuela de los principiantes. Allí exploró la filosofía y sentó las bases de su pensamiento filosófico, leyendo a Guyau, Bergson, Kant, Schelling, Hegel y Fichte, entre otros. Se doctoró en la Sorbonne de París en el año 1966. Durante esta etapa de su formación continuó explorando la relación entre Occidente y la filosofía árabe y fue discípulo de Robert Brunschvig, Paul Ricoeur o Jean Guitton, principal filósofo del París del momento y del cual siempre ha reconocido la influencia en su obra. Con Brunschvig trabajó en su tesis Los métodos de exégesis: ensayo sobre los fundamentos de la comprensión, 'ilm usūl al-fiqh. En este mismo año regresó a Egipto y obtuvo una plaza en la Universidad de El Cairo como catedrático. Desde entonces, es aquí donde ejerció su actividad docente e investigadora, al mismo tiempo que ejerció de profesor visitante en diversas universidades de Francia, Bélgica, Estados Unidos, Kwait y Alemania, entre otras. Desde su época de estudiante, Hanafi tenía un nivel alto de compromiso con la sociedad egipcia de su tiempo y la islámica en general.

##### Esquema de trayectoria profesional
- 1967-1995: Profesor en la Facultad de Arte de la Universidad de El Cairo (Egipto)
- 1969: Profesor visitante en la Universidad de Toulouse (Francia)
- 1970: Profesor visitante en la Universidad de Louvain (Bélgica)
- 1971-1975: Profesor visitante en Temple University (Filadelfia, EE. UU.)
- 1976,1977: Profesor visitante en la Universidad de Jartum (Sudán)
- 1979: Profesor visitante en la Universidad de Kwait
- 1982-1984: Jefe de departamento de Filosofía en la Universidad de El Cairo (Egipto)
- 1984-1985: Profesor visitante en la Universidad de Tokio
- 1995- : Profesor emérito de la Facultad de Artes de la Universidad de El Cairo (Egipto)

## Pensamiento e influencias
Existe una influencia importante de Occidente en el saber de Hanafi ya que este se ha concentrado en el estudio de pensadores modernos y pre-modernos occidentales, producto de sus años de formación en París. Por ello, su pensamiento puede considerarse como modernista, aunque esta definición no sería del todo acertada ya que su principal arma analítica es la fenomenología, que emergió en Occidente para superar a la modernidad. Pese a su dura crítica a Occidente, no cabe duda de que su pensamiento está influenciado por las ideas del liberalismo, la democracia, el racionalismo y la ilustración. Por esta razón, se categoriza a Hanafi como un liberal-modernista, en la misma línea de Lufti al-Sayyd, Taha Hussein y Abbas al-Aqqad. Hanafi elogia el racionalismo de la misma forma que lo hizo Muhammad Abduh, aunque su posición es bastante única entre el resto de pensadores contemporáneos islámicos. Cree en la fusión de ideales, con un islam revitalizado y reinterpretado y que, por tanto, es vital una reinterpretación de la herencia islámica (turāth) como camino hacia el desarrollo. Explora tanto la tradición islámica filosófica como la filosofía occidental. Además de en la fenomenología, su método filosófico se basa en la hermenéutica y estas dos herramientas las aplica al islam. Para Hanafi, las dimensiones externas (lo social) e internas (lo relativo a la conciencia) de la realidad humana son dos aspectos del mismo fenómeno.
Su objetivo principal busca reconstruir el pensamiento islámico en todo aquello que guarda relación con la sociedad y la comunidad islámica mundial (umma). Esta sería su base para transformar las cosmovisiones y estructuras sociales que llevarían “del dogma a la revolución”, estableciendo una relación adecuada entre “herencia y modernidad”. En base a esto, trabajó para desarrollar una teoría de la revolución para el islam. Trata de actualizar las ideas de Sayyed Qutb, con el que ha identificado en alguna ocasión su rol. Otra de sus principales preocupaciones es guiar al mundo islámico hacia la ilustración. Piensa que es pertinente integrar las necesidades que van surgiendo a los musulmanes modernos en la teología islámica. De esta forma se crearía una liberación de la teología revolucionaria, que les permitiría afrontar los desafíos modernos, luchar contra la pobreza, la occidentalización y la alineación. Este enfoque no es tomado en serio por algunos miembros de diferentes movimientos islámicos —sus ideas no fueron bien recibidas en los círculos tradicionales— aunque es ampliamente leído en los círculos intelectuales, donde sus textos se han recibido como una alternativa islámica novedosa, sobre todo entre escritores marxistas. Desde su perspectiva islámica, Hanafi afirma que "La unidad entre hecho y valor no es algo dado de antemano (…) sino un proyecto, una idea que debe realizarse a través de la acción humana. La unidad de Dios, el tauhid, es un nombre activo, no un sustantivo: implica una actividad, un proceso de unificación entre dos cosas, no una unidad ya fabricada. Así la distinción clásica en la ética occidental entre sein (ser) y sollen (deber ser), como si fueran dos juicios diferentes, se basa en la asunción de una dualidad primordial de origen. En la práctica, no hay tal separación entre hecho y valor. El origen de la separación es puramente histórico –el idealismo en el siglo XVIII y el positivismo en el xix”. Por su visión de la interpretación coránica, Hanafi ha sido acusado de apostasía. En esta visión, el islam es una religión de revolución y justicia, que incita a todo ser humano, indistintamente de su género o procedencia, a rechazar cualquier tipo de subordinación al poder opresivo y reclamar la liberación de los pueblos en el nombre de dios.
Puede decirse que su pensamiento está caracterizado por tres facetas:
1. Su papel como pensador revolucionario → Comenzó la izquierda islámica tras el estallido de la Revolución Islámica en Irán en 1979. Una de las funciones principales de esta izquierda es conseguir la revolución del tawhid.
2. Su papel como reformista de la tradición clásica islámica, acercándose a Muhammad Abduh. Ambios elogian el racionalismo.
3. Por su lucha contra el imperialismo occidental y por la unidad del mundo islámico (como hizo al-Afghani). Desde la izquierda islámica, hace un llamamiento por la lucha contra el imperialismo cultural de occidente y la unidad del mundo islámico.

La propuesta de Hanafi es una propuesta que tiene que ver con el concepto de Tercer Mundo en general, no sólo con el mundo árabo-musulmán. Sostiene que para traer la justicia económica y social a los oprimidos debe crearse un estado democrático libre de la dominación occidental y la influencia sionista, así como es necesaria la unificación del mundo árabe. Su perspectiva comienza desde el islam pero es mucho más amplia. En sus escritos, Hanafi destaca que el islam es la única alternativa real a Occidente. Esta afirmación levanta una gran ola de temores alimentados por el terrorismo islámico.
La relación entre filosofía y religión históricamente ha sido compleja, sin embargo Hanafi integró filosofía e Islam en sus ideas desde sus comienzos, ya que para él el islam es razón y espíritu crítico en su misma esencia. Siempre ha expresado su convencimiento de que el islam es una religión racional y que solamente una apertura crítica del Islam a la razón garantiza la verdadera fe. De la misma forma, ha luchado por una filosofía en lengua árabe y por una cultura árabe que integre la modernidad y el pasado. Por todo esto, se considera a sí mismo (y es considerado por otros) como un referente de la izquierda islámica, siendo consciente de que esta etiqueta es controvertida pero señalando que existen problemas con todas las etiquetas en general. La izquierda islámica, según definida por Hanafi, es una continuación del proyecto islámico comenzado por Jamal al-Din al-Afghani a finales del siglo XIX y extendida por Muhammad Abduh y el periódico al-Manar. Sin embargo, Hanafi criticaba que este proyecto inicial sólo se centraba en las élites en lugar de en la comunidad musulmana al completo. Afirmaba que esta nueva izquierda islámica hablaría en nombre de los oprimidos, apoyaría a los débiles frente a los fuertes y consideraría a todo el mundo igual. Usando el método Husserl, Hanafi hace una reconstrucción de las ciencias islámicas tradicionales, y le dedica especial atención a la lectura de la ciencia de los fundamentos del derecho islámico, por lo que puede considerársele también un filósofo de jurisprudencia islámica. En su lectura islámica de la fenomenología analiza la formación y el desarrollo de la conciencia europea desde el periodo griego hasta la Edad Moderna en paralelo al desarrollo del islam, desde la “escolástica” musulmana hasta el periodo otomano.

## Controversia
Hanafi hace una propuesta innovadora, rodeada de una enorme controversia, en lo que respecta al Orientalismo y Occidentalismo. La perspectiva del Orientalismo de Edward Said ha sido tomado muy en serio por Hanafi y otros intelectuales árabes. Hanafi critica el Orientalismo como ciencia vinculada a la sumisión colonial y, en oposición a este concepto, ha propuesto la necesidad de la cultura árabo-musulmana, y en general de los pueblos del tercer mundo, de formular una ciencia del ‘Occidentalismo’. Cree que estos pueblos del tercer mundo deben desarrollar esta ciencia porque esta les permitirá tener una actitud cultural, filosófica y política nueva y original. De la misma forma, les permitirá unirse a Europa y América del Norte en la modernidad y podrán así recuperar su rol en la historia universal.
Según Massimo Campanini, el fundamento del Occidentalismo es la producción de cultura, historia e incluso poder que invierte los términos en la relación del “yo” y el “otro”. Al proponer a Oriente como “yo”, hace de Occidente “el otro” para, de esta forma, derrocar el “equilibro del poder”. Según Hanafi, la comunicación debería ser igualitaria pero en los últimos siglos ha sido unidireccional. El objetivo del Occidentalismo, por tanto, es producir cultura, historia e incluso poder e invertir los términos del “yo” y de “el otro”. Es importante comprender que esto no significa que Hanafi al plantear esto pretendiera subordinar a Occidente —a modo de venganza— sino fundar una ciencia que permita a los diversos pueblos del considerado ‘Oriente’ ubicarse en una relación positiva y constructiva con Occidente y derrocar el actual “equilibrio de poder”. Hace una comparación de dos subjetividades que intentan compartir un lenguaje común. Durante la dominación colonial los pueblos “orientales” se convirtieron en “el otro”, el objeto de explotación y disección voyeurista de la ciencia del orientalismo. Algunas críticas, promovidas por estudiosos musulmanes como Taher Labib, acusan a Hanafi de no querer sacar a relucir en el mundo árabe musulmán —o tercer mundo en general— un “yo” en diálogo con Occidente, sino un “yo” agresivo que de alguna forma busca enfrentarse al “otro”, a Occidente, de manera conflictiva. Según estas críticas, el Occidentalismo no sería más que un Orientalismo al revés que lo único que haría sería reemplazar un tipo de hegemonía cultural por otro. Estas acusaciones no siempre son acertadas porque Hanafi reclama al Occidentalismo la necesidad de descubrir instrumentos endógenos e ideologías adecuadas para la recuperación de la dignidad de los pueblos “orientales”. Decir algo sobre la modernidad a través de un lenguaje propio, no prestado o condicionado por los modelos occidentales, una nueva “gramática de significado”

## Publicaciones
Entre artículos y libros, Hasan Hanafi ha publicado numerosas obras a lo largo de su trayectoria académica y lo ha hecho en diversos idiomas: árabe, francés e inglés. Estas son algunas de ellas:
- 1973 Théologie ou Anthropologie? en Renaissance du Monde Arab.
- 1988 Min al-′Aqīda ila al-Thawra (من العقيدة إلى الثور) De la creencia a la revolución. 5 Volúmenes.
- Fī fikr-na al-mu'āṣir (في فكرنا المعاصر) Sobre nuestro pensamiento contemporáneo
- Fī al-fikr al-gharbī al-mu'āsir (في الفكر الغربي المعاصر) Sobre el pensamiento occidental contemporáneo
- 1989 Religion and Revolution in Egypt. 8 Volúmenes.
- 1990 Hiwār al-mašriq wa al-maghrib (حوار المشرق والمغرب) Diálogo entre el Mashreq y el Magreb
- 1996 Al-yamīn wa al-yasār fī al-fikr al-dīnī (اليمين واليسار في الفكر الديني) Derecha e izquierda en el pensamiento religioso
- 1996 Islam in the Modern World. 2 Volúmenes.
- 2004 Min al-nas ila al-waqi' (من النص إلى الواقع) Del texto a la realidad
- Al-waqi' al-'arabī al-rāhin (الواقع العربي الراهن) La realidad árabe actual

## Discípulos
Como él mismo ha declarado en una revista egipcia, sus principales discípulos son:
- Nasr Hamid Abu Zayd (نصر حامد ابو زيد)

## Premios
- Reconocimiento en Ciencias Sociales (Premio estatal (Egipto), 2009)